# Aotus (primate)

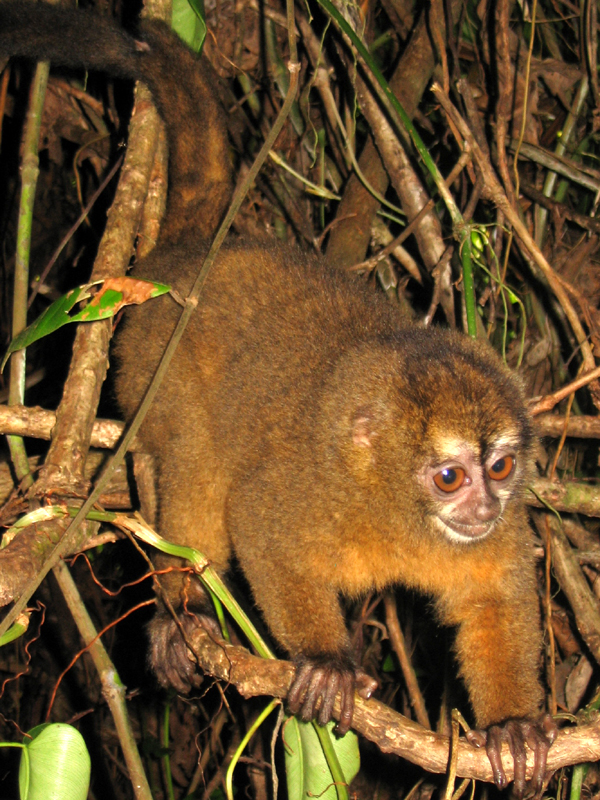
O maimuță de noapte din Panama

Maimuțele de noapte, cunoscute și ca maimuțe bufniță sau douroucoulis, sunt membri ai genului Aotus de maimuțe din Lumea Nouă (monotipice în familia Aotidae). Singurele maimuțe nocturne, cresc în Panama și în mare parte din zona tropicală a Americii de Sud. Acestea sunt una din puținele specii de maimuță care sunt afectate de protozoarul Plasmodium falciparum al malariei umane, și sunt folositoare pentru experimente în cercetarea malariei.